# Gurú Tegh Bahadur
Gurú Tegh Bahadur (en panyabí: ਗੁਰੂ ਤੇਗ਼ ਬਹਾਦਰ, pronunciación punjabi: [ɡʊru teɣ bəhɑdʊɾ]; 1 de abril de 1621-24 de noviembre de 1675), venerado como el noveno Nanak, fue el noveno de diez Gurús (Profetas) de la religión sij. Sus revelaciones espirituales tratan de temas tan variados como la naturaleza de Dios, los apegos humanos, el cuerpo, la mente, la tristeza, la dignidad, el servicio, la muerte y la liberación, y se registran en forma de 115 himnos poéticos en el texto sagrado Guru Granth Sahib.
Gurú Tegh Bahadur fue reclamado por pandits hindúes de Cachemira en 1675, buscando su intercesión en contra de las conversiones forzadas de los hindúes al Islam por parte de los gobernantes mogoles de la India. Por resistir estas conversiones forzadas y él mismo negarse a convertirse al Islam, el Gurú Teg Bahadur fue ejecutado públicamente mediante decapitación en la capital imperial de Delhi bajo las órdenes del emperador mogol Aurangzeb.

## Día del Gurú Tegh Bahadur
El día 24 de noviembre se celebra el Día del Gurú Tegh Bahadur. Llamado también Gurú Tegh Bahadur´s Martyrdom Day, es una fiesta regional en la India.